# Centrolepis aristata
Centrolepis aristata är en gräsväxtart som först beskrevs av Robert Brown, och fick sitt nu gällande namn av Johann Jakob Roemer och Schult.. Centrolepis aristata ingår i släktet Centrolepis och familjen Centrolepidaceae. Inga underarter finns listade i Catalogue of Life.